# Non entrate in quel collegio
Non entrate in quel collegio (The House on Sorority Row) è un film a basso costo del 1983, scritto e diretto da Mark Rosman. Il film è diventato un cult per gli appassionati del genere slasher.
In Italia è noto anche con il titolo La soffitta delle ombre.

## Trama
L'austera Mrs. Slater ha trasformato la sua villa in un dormitorio per studentesse, che devono sottostare alle sue rigide regole. Quando la donna nega alle ragazze il permesso di organizzare una festa, le sette "sorelle" decidono di tirarle un brutto scherzo, ma la situazione sfugge al loro controllo e che Mrs. Slater muore accidentalmente. Le ragazze decidono di nascondere il cadavere della donna nella piscina e organizzano ugualmente la loro festa. Durante il party, le ragazze iniziano ad essere uccise una ad una in modo brutale.

## Remake
Nel 2009 è stato realizzato un remake intitolato Patto di sangue (Sorority Row) per la regia di Stewart Hendler. Tra gli interpreti del film figurano Briana Evigan, Rumer Willis, Audrina Patridge, Julian Morris, Leah Pipes, Jamie Chung, Margo Harshman e Carrie Fisher.